# Superligaen 1998-1999
La Superligaen 1998-1999 è stata la 86ª edizione della massima serie del campionato di calcio danese e 9ª come Superligaen, disputata tra il 26 luglio 1998 e il 16 giugno 1999 e conclusa con la vittoria del Aalborg, al suo secondo titolo.
La formula del torneo prevedeva che tutte le squadre si incontrassero tra di loro per tre volte.
Il capocannoniere del torneo è stato Heine Fernandez del Viborg FF con 23 reti.

## Classifica finale
|    | Classifica    | G  | V  | N  | P  | GF | GS | DR  | Pti |
| -- | ------------- | -- | -- | -- | -- | -- | -- | --- | --- |
| 1  | Aalborg       | 33 | 17 | 13 | 3  | 65 | 37 | +28 | 64  |
| 2  | Brøndby       | 33 | 19 | 4  | 10 | 73 | 37 | +36 | 61  |
| 3  | AB            | 33 | 17 | 5  | 11 | 49 | 36 | +13 | 56  |
| 4  | Lyngby        | 33 | 14 | 10 | 9  | 55 | 60 | -5  | 52  |
| 5  | Herfølge      | 33 | 12 | 11 | 10 | 44 | 36 | +8  | 47  |
| 6  | Vejle         | 33 | 14 | 5  | 14 | 54 | 48 | +6  | 47  |
| 7  | FC København  | 33 | 12 | 10 | 11 | 55 | 52 | +3  | 46  |
| 8  | Viborg FF (*) | 33 | 13 | 5  | 15 | 61 | 59 | +2  | 44  |
| 9  | Silkeborg     | 33 | 10 | 14 | 9  | 52 | 53 | -1  | 44  |
| 10 | AGF           | 33 | 11 | 10 | 12 | 45 | 55 | -10 | 43  |
| 11 | Aarhus Fremad | 33 | 7  | 8  | 18 | 51 | 73 | -22 | 29  |
| 12 | B 93 (*)      | 33 | 3  | 3  | 27 | 22 | 80 | -58 | 12  |

(*) Squadre neopromosse

## Verdetti
- Aalborg Campione di Danimarca 1998/99.
- Aalborg ammesso al terzo turno preliminare della UEFA Champions League 1999-2000.
- Brøndby ammesso al secondo turno preliminare della UEFA Champions League 1999-2000.
- AB e Lyngby ammesse alla Coppa UEFA 1999-2000
- Herfølge e FC København ammesse alla Coppa Intertoto 1999
- Aarhus Fremad e B 93 retrocesse.